# Omicidio di Andrea Campagna
L'omicidio di Andrea Campagna fu commesso a Milano il 19 aprile 1979 durante gli anni di piombo e vide come vittima Andrea Campagna (nato a Sant'Andrea Apostolo dello Ionio il 18 agosto 1954), agente di Pubblica Sicurezza in servizio presso la DIGOS del capoluogo lombardo e ucciso in un attentato in seguito rivendicato dai Proletari Armati per il Comunismo.

## L'attentato e le indagini
Campagna fu ucciso al termine del suo turno di servizio, intorno alle 14 del 19 aprile 1979, in un agguato in via Modica, alla Barona, di fronte al portone dell'abitazione della sua fidanzata, mentre si accingeva a salire sulla propria autovettura per accompagnare il suo futuro suocero al lavoro. Atteso da un gruppo terroristico, fu raggiunto da cinque colpi di rivoltella, che la stampa riferì essere calibro .38 corazzato; gli attentatori si allontanarono poi su di una Fiat 127. La successiva rivendicazione fu a opera dei Proletari Armati per il Comunismo (PAC). Nella rivendicazione si parlò di Campagna come «torturatore di proletari» anche se in realtà l'agente svolgeva mansioni da autista presso la DIGOS di Milano.
Gli investigatori collegarono l'omicidio di Campagna a quello di Pierluigi Torregiani in quanto ritennero verosimile che i PAC avessero associato l'agente ucciso al caso, essendo questi stato ripreso dalle telecamere della televisione sulla scena dell'arresto di alcuni presunti responsabili del delitto Torregiani, poi rivelatisi estranei al fatto. Diverse altre rivendicazioni dell'attentato a Campagna giunsero ai giornali, ma una nuova rivendicazione dei PAC risultò la più attendibile perché essi fornirono particolari – noti solo agli inquirenti – sull'arma da fuoco usata; infatti, contrariamente a quanto diffuso inizialmente dai media, il calibro usato dal gruppo di fuoco non era il .38 special, ma il .357 Magnum.
In un'operazione del giugno successivo la polizia procedette all'arresto di circa quaranta persone sospette in varie parti d'Italia; a Milano furono rinvenute diverse armi tra cui una calibro .357 che fece supporre un collegamento sia tra i casi Torregiani e Campagna e il caso Santoro, maresciallo degli agenti di custodia ucciso a Udine. Durante un'udienza del processo Torregiani nel 1981, alcuni pentiti dichiararono di ritenere che un elemento del gruppo di fuoco che uccise Torregiani era comune a entrambi gli omicidi. Le affermazioni trovarono successivo riscontro nelle dichiarazioni di altri due pentiti, Pietro Mutti e Sante Fatone, che nel processo sulle attività terroristiche dei PAC a Milano confermarono le responsabilità di diversi imputati.
La sentenza giunse nel 1985 e fu di ergastolo per Claudio Lavazza, Paola Filippi, Luigi Bergamin, Gabriele Grimaldi e Cesare Battisti (quest'ultimo condannato in contumacia, in quanto benché arrestato nel corso della citata retata del giugno 1979 nell'appartamento dove fu rinvenuta la .357 Magnum e condannato a 13 anni per il concorso nell'omicidio Torregiani, partecipazione a banda armata e detenzione illegale di armi da fuoco fu liberato dalla detenzione nel carcere di Frosinone nell'ottobre 1981 da un gruppo armato, di cui faceva parte una donna, rivelatasi poi essere la fidanzata dello stesso Battisti, che aveva fatto irruzione nella struttura di sicurezza); trent'anni furono inflitti ad altri cinque imputati, mentre Mutti e Fatone ricevettero forti sconti di pena e furono condannati a rispettivamente nove anni e mezzo e nove anni di reclusione. Battisti fu l'esecutore materiale del delitto. Bergamin, come concorrente, ebbe la pena ridotta in appello, e, latitante in Francia (come Battisti per un lungo periodo), ottenne la prescrizione nel 2021. Paola Filippi, avendo ottenuto la cittadinanza francese, non fu estradata.

## Riconoscimenti postumi
A Campagna fu intitolata la Scuola allievi agenti di Polizia sita in Vibo Valentia e una strada nel comune di Sant'Andrea Apostolo dello Ionio, suo paese natale. Una lapide fu posta dall'Associazione Nazionale Partigiani d'Italia a Milano sul luogo dell'attentato, insieme a una targa in un monumento nella vicina Piazza Miani. Il 24 settembre 2004 gli è stata conferita medaglia d'oro al merito civile alla memoria con la motivazione: «Mentre si accingeva a salire sulla propria autovettura dopo aver espletato il turno di servizio, veniva mortalmente raggiunto da numerosi colpi di arma da fuoco esplosigli contro in un vile agguato, rivendicato poi da un gruppo terroristico. Mirabile esempio di elette virtù civiche ed alto senso del dovere. 19 aprile 1979 - Milano». Il 13 maggio 2010 la Prefettura di Catanzaro conferì a Campagna la Medaglia d'oro vittime del terrorismo.
Inoltre, con delibera della Giunta Comunale di Milano n° 309 del 17 febbraio 2012, fu intitolato a Campagna il Parco Teramo Barona; la manifestazione pubblica di intitolazione avvenne il 21 aprile successivo. 
Il Comune di Roma ha deliberato l'intitolazione del Parco Meda ad Andrea Campagna. Il Parco si trova in Via Filippo Meda n. 140 (quartiere Pietralata). L'intitolazione, che ha avuto luogo il 30 novembre (giorno di Sant'Andrea Apostolo) 2013, ha visto la partecipazione dell'allora Sindaco di Roma Ignazio Marino.
Il 22 maggio 2015 presso la Questura di Milano in Via Fatebenefratelli 11 viene inaugurata a suo nome dal Questore di Milano una sala riunioni nel reparto DIGOS.